# Prosvjedi u Crnoj Gori 2019. – 2020.
Prosvjedi u Crnoj Gori, skup događaja 2019. i 2020. u Crnoj Gori čiji su organizatori i počinitelji bili Srpska pravoslavna crkva i prosrpske pristaše u Crnoj Gori.
Prosrpske snage pokušale su na dan parlamentarnih izbora u Crnoj Gori 16. listopada 2016. godine izvesti prosrpski i proruski državni udar, što je bila najava nemira. Crnogorski sud to je ocijenio pokušajem terorističkog napada i prevrata, radi sprječavanja ulaska Crne Gore u NATO".
2. veljače 2019. izbili su antikorupcijski prosvjedi protiv crnogorskog predsjednika, premijera i vladajućeg DPS-a. 
S obzirom na bliskost vremenskog slijeda s prosvjedima zbog zakona o slobodi vjeroispovijesti, nameće se jesu li bili generalna proba za te prosvjede, jer su protivnici Đukanovićeve i DPS-ove vlasti koalirali sljedeće godine na izborima s prosrpskim strankama. 
Uz to, vremenski su se djelimice poklopili s prosvjedima u Srbiji.
Glavni povod za protesta bilo je donošenje spornog zakona o crkvama. Predloženi Zakon o slobodi vjeroispovijesti ili uvjerenja i pravnom statusu vjerskih zajednica, koji je naposljetku izglasovan, izazvao je imovinsko-pravni spor između crnogorske države i Srpske pravoslavne crkve, jer po njemu država dobiva pravo raspolaganja nad svom crkvenom imovinom izgrađenom javnim sredstvima, ili starijom od 1918.), koja je tu imovinu dobila nakon velikosrpske inkorporacije Crne Gore u Kraljevstvo Srba, Hrvata i Slovenaca 1918. godine.
Prosrpski oporbeni DF u proceduru je stavio amandmane Mitropolije crnogorsko-primorske, prije nego što se prihvaćalo sporni zakon. Vlada ih je odbila. Prosrpska oporba je zatim pokušala spriječiti donošenje spornog zakona. Proces pred prihvaćanje u parlamentu prošao je burno. Zastupnici DF-a su uporabom pirotehnike, uništavanjem inventara, mikrofona, uvrjedama, bacanjem boce i prijetnjama pokušali prekinuti rad parlamenta. Intervenirala je policija, bačen je suzavac, pojedinci prisilno su izneseni pa su zastupnici vladajuće većine u noći 27. prosinca 2019. u 2.30 izglasovali sporni zakon o slobodi vjeroispovijesti. Dan nakon toga policija je uhitila 18 zastupnika prosrpske oporbe, od kojih su trojica zadržana u pritvoru, a zbog izgreda u parlamentu bili su zadržani zastupnici Demokratskog fronta (DF) Andrija Mandić, Milan Knežević i Milun Zogović koji su osumnjičeni za kazneno djelo sprječavanja službene osobe u obavljanju dužnosti, za koje je predviđena zatvorska kazna od 3 mjeseca do 5 godina, a ostali protiv ostalih uhićenika nisu odredili kazneno gonjenje, nego pokretanje prekršajnih postupaka. Nakon kratka smirenja tog jutra, navečer su opet izbili su prosrpski prosvjedi. U Nikšiću je stotinjak građana blokiralo prometnice, prosvjedujući protiv zakona te sukobili s policijom. Nakon donošenja zakona policija je probila blokade prometnicama koje su pristaše DF-a postavili po cijeloj državi te je promet u Podgorici i drugim gradovima normaliziran. Iste večeri u Beogradu održan je prosvjed ispred crnogorskog veleposlanstva, u organizaciji studenata Pravnog fakulteta, barem formalno. Prosvjednici su tražili da se crnogorskog veleposlanika u Srbiji Tarzana Miloševića proglasi nepoželjnom osobom i pošalje u Podgoricu, da se iz zajedničkih diplomatsko-konzularnih predstavništava u svijetu izmjesti 40 diplomata Crne Gore te da se traži zasjedanje Vijeća sigurnosti UN-a zbog usvajanja spornog zakona, te klicali razne parole, među njima  "Crna Gora i Srbija to je jedna familija" i "Nema podjele za Kosovo", "Milo Šiptare, ne damo ti svetinje". Prije beogradskog prosvjeda bio je izgred u srbijanskoj skupštini, u kojem su tijekom sjednice čelnik pokreta Dveri Boško Obradović i njegov stranački kolega Ivan Kostić razvili su transparent i uzviknuli parole protiv predsjednika Vučića, naguravali i skoro potukli sa zastupnicima vladajuće Napredne stranke i predstavnicima vlade. Premda su blokade već jednom bile uklonjene, pristaše prosrpskog Demokratskog fronta i vjernici Srpske pravoslavne Crkve pokušali su 29. prosinca u Plužinama, Beranama,  Andrijevici i Danilovgradu blokiranjem puteva omesti normalan promet, pa je policija intervenirala i bilo je pritom izgreda. U Podgorici su prosvjednici pokušavali otežati promet na prometnom kružnom toku kod televizije RTCG. Održali su prosvjednu šetnju i napali kamenjem policijsku ophodnju u podgoričkom predgrađu Zeti (blizu zračne luke) te je intervenirala posebna postrojba policije. U Nikšiću je više stotina ljudi prosvjedovalo ispred rodne kuće predsjednika Crne Gore Mila Đukanovića. Prosvjedi su po Crnoj Gori trajali mjesecima.
11. veljače 2020. godine je u manastir Kostrikovaca u Rovcima kod Kolašina došao i aktualni srbijanski ministar obrane Aleksandar Vulin. Tobožnji razlog bilo je polaganju vijenca na grob Pavla Bulatovića, nekadašnjeg ministra obrane SR Jugoslavije, koji je ubijen u nerazjašnjenim okolnostima, prije 20 godina. Crnogorske vlasti zabranile su ulazak izaslanstva Vojske Srbije koje je došlo u uniformama Vojske Srbije, a na čijem je čelu bio Vulin.
Srpsko-pravoslavne procesije (litije) nisu prestajale. Po nekim crnogorskim sredinama policija i komunalne službe neprestano su uklanjale iscrtane srpske trobojnice. Sve se više u društvu spominjalo da je Crna Gora na rubu građanskog rata. S obzirom na povijesno iskustvo susjeda i ponovljene recepte u Crnoj Gori, rodio se je strah da bi se u nekim dijelovima Crne Gore mogle pojaviti odmetnute oblasti. U srbijanskim medijima sklonim Vučiću, širila se je slika da su crnogorskom predsjedniku Đukanoviću odbrojani dani na vlasti te se širila rasprava kako Srbija treba "pomoći" Crnoj Gori "vrati se srpstvu i vrati svoju slobodu". U srbijanskim medijima se otvoreno pozivalo na oduzimanje državljanstva onima koji “podrže Mila Đukanovića”. Crnu Goru uspoređivali su s ustaškom NDH. Zbog crnogorskog odbacivanja velikosrpske stvari, u javnom prostoru Srbije aktualizirala se je tema crnogorske agresije na Dubrovnik 1991. godine i tako se prvi put u srbijanskom društvu progovorilo o tom dijelu crnogorske povijesti. Zbog kulminiranja anticrnogorske histerije i na političkom polju, crnogorski ministar vanjskih poslova poručio je da se Crnogorci u Srbiji moraju izjasniti o zakonu da bi se znalo “s kim imaju posla”. Zbog takva okružja je Nenad Stevović, čelnik Crnogorske stranke u Srbiji sa sjedištem u Novom Sadu, izjavio da su došla "najteža vremena za Crnogorce u Srbiji" zbog otvorenog neprijateljskog stava "vladajućih krugova Beograda prema njima".
Srpsko medijsko nasilje izrodilo je crnogorsku reakciju. U znak potpore crnogorskoj stvari, procrnogorske strukture organizirale su svoje litije u korist zakona i podrške CPC-u. Nastalo je rastuće antisrpsko raspoloženje. Vlasti su onemogućavaju signale i blokirale neke emisije srpskih TV postaja Pink i Happy, jer su svakodnevno sve otvorenije pozivale na rušenje crnogorskog režima.
Situacija nije bila tek puki skup prosvjeda, nego višestruki udar iznutra i izvana na Crnu Goru, kako je ocijenio crnogorski predsjednik Milo Đukanović. Izjava nije bila neformalna karaktera, nego dio govora koji je 24. veljače 2020. (nekoliko dana prije najavljivana najvećeg anticrnogorskog i prosrpskog prosvjeda u Podgorici) održao u Ženevi na 43. sastanku Vijeća UN-a za ljudska prava, a prenijela Služba za informiranje predsjednika Crne Gore. Izjavio je da "Crna Gora se suočava sa višestrukim udarima, iznutra i izvana, kroz otvorenu spregu crkve s nacionalističkim izvansustavnim djelovanjem, usmjerenim na urušavanje pravnog poretka i negiranje građanskog i multietničkog karaktera crnogorske države, što bi u krajnjem značilo povratak na srednjovjekovni sustav u kojem je crkva bila iznad države i građana".
Najveći od donošenja zakona bio je u Podgorici 29. veljače 2020. godine. 
Najavljivan je kao dosad najveći anticrnogorski i prosrpsko-proruski prosvjedi, a u obliku pravoslavnih procesija. Masovnost podgoričkog prosvjeda je temeljito pripremana. Za ovaj su prosvjed organizirani autobusi iz Srbije, iz srpskog entiteta u BiH, Republike Srpske, te ostalih dijelova Crne Gore, što je sličilo obrascu Miloševićevskih “događanja naroda” kasnih 1980-ih i početka 1990-ih. Događaj je dobio dodatnu međunarodnu dimenziju uključivanjem proruske Ukrajinske pravoslavne Crkve: liturgiju u tamošnjoj najvećoj pravoslavnoj crkvi Kristova uskrsnuća predvodio je kijevski mitropolit te crkve. Ruska pravoslavna crkva stala je uz Srpsku pravoslavnu Crkvu po pitanju spornog zakona, uz postojeću potporu Rusije Srbiji po ovom pitanju.
Predsjednik je nakon podgoričkog prosvjeda konstatirao da se obnavlja velikosrpski projekt. Pučističku i trijumfalističku atmosferu i prijetnje stvarali su provučićevski i anticrnogorski mediji u Crnoj Gori koji su uz najavljeni dolazak 200.000 prosvjednika objavili lažnu vijest da je crnogorski predsjednik Milo Đukanović pobjegao iz Crne Gore.
Crna Gora destabilizirana je i četničkim skupovima, pritiscima iz Srbije i Republike Srpske.
Svibnja 2019. episkop budimljansko-nikšićki Srpske pravoslavne Crkve Joanikije održao je misu u čast sv. Vasilija Ostroškog kojoj je prisustvovalo više tisuća građana. Njemu i još osmorici svećenika (Danilu Zirojeviću, Željku Rojeviću, Ostoji Kneževiću, Mirku Vukotiću, Vasiliju Brboriću, Draganu Krušiću, Nikoli Marojeviću i Slobodanu Jokiću), određeno policijsko zadržavanje do 72 sata. Sudac za istragu Osnovnog suda u Nikšiću odbio je 13. svibnja žalbe episkopova odvjetnika na određivanje pritvora i traženje puštanja, pa su navečer organizirani prosvjedi građana u nekoliko gradova. Policija je suzavcem i šok bombama razbila prosvjede u Nikšiću. Građani su policiju gađali kamenjem i skandirali "ustaše". U sukobu je ozlijeđeno 22 policajaca. Policija je privela veći broj građana i fotoizvjestitelja Novosti. Demokratska stranka pravde (DSP) priopćila je da izjave srpskih političara i dužnosnika koje se odnose na događaje u Nikšiću predstavljaju neprimjereno miješanje u unutrašnje pitanje Crne Gore. S druge strane, predsjednik Srbije Aleksandar Vučić i patrijarh SPC Irinej kazali su da su veoma zabrinuti zbog uhićenja Joanikija i svećenika u Crnoj Gori.
Parlamentarni izbori 2020. također su bili obilježeni nemirima i prosrpskim prosvjedima. SPC je organizirala procesije protiv Zakona o vjerskim slobodama i dr. 
S obzirom na dominiranje srpskih zastava na proslavi izborne pobjede, hrvatski stručnjak za sigurnost ocijenio je to prijetnjom hibridnim ratom.
Nakon objave rezultata, prosvjedima su reagirali procrnogorski pristaše te je 6. rujna 2020. održan veliki prosvjedni skup u Podgorici protiv nove vlasti u Crnoj Gori predvođene prosrpskom koalicijom.